# Super League 2019/20 (Schweiz)
Die Super League 2019/20 war die 123. Spielzeit der höchsten Schweizer Spielklasse im Fussball der Männer. Es nahmen zehn Mannschaften teil. Sie begann am 19. Juli 2019 mit dem Spiel FC Sion – FC Basel (1:4), wurde vom 15. Dezember 2019 bis zum 25. Januar 2020 durch die Winterpause unterbrochen und am 3. August 2020 mit der 36. Runde beendet. Im Anschluss fanden noch die Barragespiele statt. Vom 28. Februar bis zum 20. Juni war die Meisterschaft, die planmässig am 21. Mai 2020 hätte enden sollen, aufgrund der COVID-19-Pandemie unterbrochen.
Titelverteidiger BSC Young Boys wurde wieder, zum 14. Mal und zum dritten Mal in Folge, Schweizer Meister, wobei der Titel nach der 35. Runde, eine Runde vor Meisterschaftsende, nach dem 1:0-Auswärtssieg gegen den FC Sion am 31. Juli 2020 feststand. Neuchâtel Xamax stieg direkt in die Challenge League ab, der FC Thun durch eine 4:5-Gesamtniederlage in der Barrage gegen den FC Vaduz.

## Modus
In der Super League traten die zehn Vereine gegen jeden Gegner je zweimal im heimischen Stadion und zweimal auswärts an. Insgesamt absolvierte so jedes Team 36 Spiele. Der Erstplatzierte trug den Titel Schweizer Meister 2020 und erhielt die Chance, sich über drei Qualifikationsrunden für die Gruppenphase der UEFA Champions League 2020/21 zu qualifizieren. Der Letztplatzierte stieg in die Challenge League ab.
Ursprünglich sollten die Mannschaften auf den Rängen zwei und drei der Meisterschaft an der Qualifikation für die Gruppenphase der UEFA Europa League 2020/21 teilnehmen sowie zusätzlich die viertplatzierte Mannschaft, falls der Cupsieger sich unter den bereits qualifizierten Mannschaften befinden würde. Aufgrund des dichtgedrängten Spielplans und von Terminkollisionen mit den europäischen Wettbewerben in Folge der COVID-19-Pandemie entschied der Schweizerische Fussballverband jedoch, den für den Cupsieger vorgesehenen Europacup-Startplatz in der Meisterschaft zu vergeben.
Die Mannschaft auf Rang 9 spielte gegen den Zweitplatzierten der Challenge League in der Barrage um den Verbleib in der Super League.

## Statistiken

### Tabelle
| Pl.             | Verein             | Sp. | S  | U  | N  | Tore    | Diff. | Punkte |
| --------------- | ------------------ | --- | -- | -- | -- | ------- | ----- | ------ |
| 1.              | BSC Young Boys (M) | 36  | 23 | 7  | 6  | 080:410 | +39   | 76     |
| 2.              | FC St. Gallen      | 36  | 21 | 5  | 10 | 079:560 | +23   | 68     |
| 3.              | FC Basel (C)       | 36  | 18 | 8  | 10 | 074:380 | +36   | 62     |
| 4.              | Servette FC (N)    | 36  | 12 | 13 | 11 | 057:480 | +9    | 49     |
| 5.              | FC Lugano          | 36  | 11 | 14 | 11 | 046:460 | ±0    | 47     |
| 6.              | FC Luzern          | 36  | 13 | 7  | 16 | 042:500 | −8    | 46     |
| 7.              | FC Zürich          | 36  | 12 | 7  | 17 | 045:720 | −27   | 43     |
| 8.              | FC Sion            | 36  | 10 | 9  | 17 | 040:550 | −15   | 39     |
| 9.              | FC Thun            | 36  | 10 | 8  | 18 | 045:670 | −22   | 38     |
| 10.             | Neuchâtel Xamax    | 36  | 5  | 12 | 19 | 033:680 | −35   | 27     |
| Stand: Endstand |                    |     |    |    |    |         |       |        |

| Zum Saisonende 2018/19: |                                     |
| (M)                     | Schweizer Meister                   |
| (N)                     | Aufsteiger aus der Challenge League |
| (C)                     | Schweizer Cupsieger                 |

### Tabellenverlauf
|                 | 1  | 2  | 3  | 4  | 5  | 6  | 7  | 8  | 9  | 10 | 11 | 12 | 13 | 14 | 15 | 16 | 17 | 18 | 19 | 20 | 21 | 22 | 23 | 24 | 25 | 26 | 27 | 28 | 29 | 30 | 31 | 32 | 33 | 34 | 35 | 36 |
| --------------- | -- | -- | -- | -- | -- | -- | -- | -- | -- | -- | -- | -- | -- | -- | -- | -- | -- | -- | -- | -- | -- | -- | -- | -- | -- | -- | -- | -- | -- | -- | -- | -- | -- | -- | -- | -- |
| BSC Young Boys  | 7  | 3  | 1  | 1  | 1  | 2  | 3  | 2  | 2  | 2  | 2  | 1  | 1  | 1  | 1  | 1  | 1  | 1  | 1  | 2  | 2  | 2  | 2  | 2  | 2  | 1  | 2  | 2  | 1  | 2  | 2  | 1  | 1  | 1  | 1  | 1  |
| FC Basel        | 2  | 4  | 2  | 2  | 2  | 1  | 1  | 1  | 1  | 1  | 1  | 2  | 2  | 2  | 2  | 2  | 2  | 2  | 3  | 3  | 3  | 3  | 3  | 3  | 3  | 3  | 3  | 3  | 3  | 3  | 3  | 3  | 3  | 3  | 3  | 3  |
| FC Lugano       | 1  | 1  | 4  | 6  | 7  | 9  | 8  | 8  | 9  | 8  | 8  | 9  | 8  | 8  | 7  | 7  | 6  | 6  | 6  | 7  | 7  | 7  | 7  | 7  | 7  | 7  | 7  | 7  | 7  | 7  | 7  | 7  | 7  | 7  | 6  | 5  |
| FC Thun         | 5  | 6  | 8  | 4  | 6  | 7  | 9  | 9  | 10 | 10 | 10 | 10 | 10 | 10 | 10 | 10 | 10 | 10 | 10 | 10 | 10 | 10 | 10 | 10 | 10 | 10 | 8  | 8  | 9  | 9  | 9  | 9  | 9  | 9  | 8  | 9  |
| FC Luzern       | 3  | 2  | 5  | 7  | 8  | 6  | 7  | 6  | 7  | 5  | 5  | 5  | 7  | 7  | 8  | 8  | 8  | 8  | 7  | 6  | 6  | 6  | 6  | 5  | 6  | 6  | 5  | 5  | 6  | 5  | 5  | 5  | 5  | 5  | 5  | 6  |
| FC St. Gallen   | 8  | 5  | 7  | 8  | 5  | 5  | 4  | 4  | 3  | 3  | 3  | 3  | 3  | 3  | 3  | 3  | 3  | 3  | 2  | 1  | 1  | 1  | 1  | 1  | 1  | 2  | 1  | 1  | 2  | 1  | 1  | 2  | 2  | 2  | 2  | 2  |
| FC Zürich       | 10 | 10 | 10 | 10 | 10 | 8  | 6  | 7  | 5  | 7  | 6  | 6  | 4  | 4  | 4  | 4  | 4  | 4  | 5  | 5  | 5  | 5  | 5  | 6  | 5  | 5  | 6  | 6  | 5  | 6  | 6  | 6  | 6  | 6  | 7  | 7  |
| FC Sion         | 9  | 9  | 6  | 3  | 3  | 3  | 2  | 3  | 4  | 4  | 4  | 4  | 5  | 6  | 6  | 6  | 7  | 7  | 8  | 8  | 8  | 8  | 8  | 8  | 8  | 8  | 9  | 9  | 8  | 8  | 8  | 8  | 8  | 8  | 9  | 8  |
| Neuchâtel Xamax | 4  | 8  | 9  | 9  | 9  | 10 | 10 | 10 | 8  | 9  | 9  | 8  | 9  | 9  | 9  | 9  | 9  | 9  | 9  | 9  | 9  | 9  | 9  | 9  | 9  | 9  | 10 | 10 | 10 | 10 | 10 | 10 | 10 | 10 | 10 | 10 |
| Servette FC     | 6  | 7  | 3  | 5  | 4  | 4  | 5  | 5  | 6  | 6  | 7  | 7  | 6  | 5  | 5  | 5  | 5  | 5  | 4  | 4  | 4  | 4  | 4  | 4  | 4  | 4  | 4  | 4  | 4  | 4  | 4  | 4  | 4  | 4  | 4  | 4  |

#### Tabellenletzter
| Farblegende                                                                       |
| --------------------------------------------------------------------------------- |
| FC Lugano BSC Young Boys FC Basel FC St. Gallen FC Zürich Neuchâtel Xamax FC Thun |

### Kreuztabelle
Die Kreuztabelle stellt die Ergebnisse aller Spiele dieser Saison dar. Die Heimmannschaft ist in der mittleren Spalte aufgelistet und die Gastmannschaft mit dem Vereinswappen in der obersten Reihe.
| Hinrunde (Runden 1–18) | Hinrunde (Runden 1–18) | Hinrunde (Runden 1–18) | Hinrunde (Runden 1–18) | Hinrunde (Runden 1–18) | Hinrunde (Runden 1–18) | Hinrunde (Runden 1–18) | Hinrunde (Runden 1–18) | Hinrunde (Runden 1–18) | Hinrunde (Runden 1–18) | 2019/20         | Rückrunde (Runden 19–36) | Rückrunde (Runden 19–36) | Rückrunde (Runden 19–36) | Rückrunde (Runden 19–36) | Rückrunde (Runden 19–36) | Rückrunde (Runden 19–36) | Rückrunde (Runden 19–36) | Rückrunde (Runden 19–36) | Rückrunde (Runden 19–36) | Rückrunde (Runden 19–36) |
| ---------------------- | ---------------------- | ---------------------- | ---------------------- | ---------------------- | ---------------------- | ---------------------- | ---------------------- | ---------------------- | ---------------------- | --------------- | ------------------------ | ------------------------ | ------------------------ | ------------------------ | ------------------------ | ------------------------ | ------------------------ | ------------------------ | ------------------------ | ------------------------ |
| FC Basel               | FC Lugano              | FC Luzern              | Neuchâtel Xamax        | Servette FC            | FC Sion                | FC St. Gallen          | FC Thun                | BSC Young Boys         | FC Zürich              | Verein          | FC Basel                 | FC Lugano                | FC Luzern                | Neuchâtel Xamax          | Servette FC              | FC Sion                  | FC St. Gallen            | FC Thun                  | BSC Young Boys           | FC Zürich                |
|                        | 2:1                    | 3:0                    | 1:1                    | 3:1                    | 4:0                    | 1:2                    | 2:1                    | 3:0                    | 4:0                    | FC Basel        |                          | 4:4                      | 0:0                      | 2:0                      | 2:2                      | 2:0                      | 1:2                      | 0:1                      | 3:2                      | 4:0                      |
| 0:3                    |                        | 1:1                    | 0:1                    | 1:0                    | 0:1                    | 1:3                    | 0:0                    | 0:0                    | 0:0                    | FC Lugano       | 2:1                      |                          | 2:0                      | 1:1                      | 3:1                      | 0:0                      | 3:3                      | 1:1                      | 2:1                      | 1:0                      |
| 2:1                    | 1:2                    |                        | 1:0                    | 1:2                    | 3:1                    | 1:4                    | 0:2                    | 2:2                    | 0:0                    | FC Luzern       | 2:1                      | 3:3                      |                          | 1:2                      | 2:2                      | 1:2                      | 1:0                      | 3:0                      | 2:0                      | 1:2                      |
| 0:3                    | 1:1                    | 2:0                    |                        | 2:2                    | 1:3                    | 1:1                    | 2:3                    | 0:1                    | 0:1                    | Neuchâtel Xamax | 1:2                      | 0:1                      | 0:1                      |                          | 1:2                      | 0:0                      | 1:2                      | 2:1                      | 0:1                      | 1:1                      |
| 2:0                    | 0:0                    | 1:0                    | 2:2                    |                        | 0:0                    | 1:2                    | 2:1                    | 3:0                    | 0:1                    | Servette FC     | 2:2                      | 1:1                      | 2:0                      | 0:3                      |                          | 1:2                      | 1:2                      | 2:0                      | 1:1                      | 4:1                      |
| 1:4                    | 1:2                    | 2:1                    | 1:1                    | 1:1                    |                        | 1:2                    | 2:1                    | 3:4                    | 3:1                    | FC Sion         | 1:0                      | 1:1                      | 0:2                      | 1:2                      | 1:1                      |                          | 1:2                      | 1:1                      | 0:1                      | 1:1                      |
| 0:0                    | 3:2                    | 0:2                    | 4:1                    | 3:1                    | 3:0                    |                        | 4:0                    | 2:3                    | 1:3                    | FC St. Gallen   | 0:5                      | 3:1                      | 4:1                      | 6:0                      | 1:0                      | 2:1                      |                          | 3:2                      | 3:3                      | 0:4                      |
| 2:3                    | 0:3                    | 0:2                    | 2:2                    | 0:4                    | 0:1                    | 1:4                    |                        | 1:1                    | 0:1                    | FC Thun         | 0:0                      | 3:2                      | 1:1                      | 3:0                      | 5:1                      | 2:1                      | 2:1                      |                          | 1:0                      | 3:2                      |
| 1:1                    | 2:0                    | 1:0                    | 4:1                    | 1:1                    | 3:2                    | 4:3                    | 4:2                    |                        | 4:0                    | BSC Young Boys  | 2:0                      | 3:0                      | 1:0                      | 6:0                      | 4:2                      | 1:0                      | 3:1                      | 4:0                      |                          | 3:2                      |
| 3:2                    | 0:4                    | 3:0                    | 2:2                    | 0:5                    | 4:2                    | 2:1                    | 2:0                    | 0:4                    |                        | FC Zürich       | 0:4                      | 1:0                      | 2:3                      | 1:1                      | 2:0                      | 2:0                      | 1:3                      | 3:3                      | 0:5                      |                          |

### Barrage
Die beiden Relegationsspiele zwischen dem Neuntplatzierten der Super League und dem Zweitplatzierten der Challenge League wurden am 7. August und 10. August 2020 ausgetragen. Erstmals kam die neue Regel zur Anwendung, wonach bei Punktgleichstand derjenige Klub Gesamtsieger ist, der in beiden Spielen am meisten Tore erzielt hat. Bei einem Gleichstand an Toren wäre das Rückspiel um zweimal 15 Minuten verlängert worden. Hätten beide Klubs die gleiche Anzahl an Toren in der Verlängerung erzielt, hätte ein anschliessendes Penaltyschiessen über den Gesamtsieg entschieden. Die Auswärtstorregel fiel somit weg.
| Datum           |          | Ergebnis  |          | Tore |
| --------------- | -------- | --------- | -------- | --- |
| 7. August 2020  | FC Vaduz | 2:0 (1:0) | FC Thun  | 1:0 Cicek (45.+3'), 2:0 Sutter (58.) |
| 10. August 2020 | FC Thun  | 4:3 (1:1) | FC Vaduz | 0:1 Coulibaly (19.), 1:1 Büchel (41., Eigentor), 2:1 Bertone (47.), 2:2 Coulibaly (51.), 2:3 Cicek (69.), 3:3 Munsy (87.), 4:3 Rapp (90.+4') |
| Gesamt:         | FC Vaduz | 5:4       | FC Thun  | |

### Torschützenliste
Bei gleicher Anzahl von Treffern sind die Spieler alphabetisch geordnet.
| Pl.      | Name                | Team            | Tore |
| -------- | ------------------- | --------------- | ---- |
| 01.      | Jean-Pierre Nsame   | BSC Young Boys  | 32   |
| 02.      | Cedric Itten        | FC St. Gallen   | 19   |
| 03.      | Arthur Cabral       | FC Basel        | 14   |
| 03.      | Ermedin Demirović   | FC St. Gallen   | 14   |
| 05.      | Kemal Ademi         | FC Basel        | 13   |
| 05.      | Jordi Quintillà     | FC St. Gallen   | 13   |
| 05.      | Raphaël Nuzzolo     | Neuchâtel Xamax | 13   |
| 08.      | Francesco Margiotta | FC Luzern       | 11   |
| 09.      | Fabian Frei         | FC Basel        | 10   |
| 09.      | Koro Koné           | Servette FC     | 10   |
| 09.      | Pajtim Kasami       | FC Sion         | 10   |
| 09.      | Ridge Munsy         | FC Thun         | 10   |
| Endstand |                     |                 |      |

### Assistliste
Bei gleicher Anzahl Assists sind die Spieler alphabetisch geordnet.
| Pl.      | Name                   | Team           | Assists |
| -------- | ---------------------- | -------------- | ------- |
| 1.       | Lukas Görtler          | FC St. Gallen  | 13      |
| 2.       | Miroslav Stevanović    | Servette FC    | 11      |
| 3.       | Nicolas Moumi Ngamaleu | BSC Young Boys | 10      |
| 3.       | Matteo Tosetti         | FC Thun        | 10      |
| 5.       | Francesco Margiotta    | FC Luzern      | 09      |
| 5.       | Victor Ruiz Abril      | FC St. Gallen  | 09      |
| 5.       | Valentin Stocker       | FC Basel       | 09      |
| 8.       | Samuele Campo          | FC Basel       | 08      |
| 8.       | Miguel Castroman       | FC Thun        | 08      |
| 8.       | Ermedin Demirović      | FC St. Gallen  | 08      |
| 8.       | Fabian Frei            | FC Basel       | 08      |
| 8.       | Pascal Schürpf         | FC Luzern      | 08      |
| Endstand |                        |                |         |

## Mannschaften
In der Saison 2019/20 bildeten die zehn folgenden Vereine die Super League:
|                 | Team            | Trainer | Captain             | Ausrüster | Hauptsponsor               | Platzierung Saison 2018/19      |
| --------------- | --------------- | --- | ------------------- | --------- | -------------------------- | ------------------------------- |
| FC Basel        | FC Basel        | Marcel Koller                                                                                                 | Valentin Stocker    | Adidas    | Novartis                   | 2.                              |
| FC Lugano       | FC Lugano       | Fabio Celestini (1–12) Maurizio Jacobacci (13–36)                                                             | Jonathan Sabbatini  | Acerbis   | AIL                        | 3.                              |
| FC Luzern       | FC Luzern       | Thomas Häberli (1–18) Fabio Celestini (19–36)                                                                 | Christian Schwegler | Craft     | Otto’s                     | 5.                              |
| Neuchâtel Xamax | Neuchâtel Xamax | Joël Magnin (1–28) Stéphane Henchoz (29–36)                                                                   | Laurent Walthert    | Erima     | Groupe E                   | 9.                              |
| Servette FC     | Servette FC     | Alain Geiger                                                                                                  | Anthony Sauthier    | Puma      | Balexert                   | 1. Challenge League, Aufsteiger |
| FC Sion         | FC Sion         | Stéphane Henchoz (1–13) Christian Zermatten (14–18) Ricardo Dionisio Pereira (19–23) Paolo Tramezzani (24–36) | Xavier Kouassi      | Macron    | AFX Group                  | 8.                              |
| FC St. Gallen   | FC St. Gallen   | Peter Zeidler                                                                                                 | Silvan Hefti        | JAKO      | St. Galler Kantonalbank    | 6.                              |
| FC Thun         | FC Thun         | Marc Schneider                                                                                                | Dennis Hediger      | Macron    | OBI, Schneider Software AG | 4.                              |
| BSC Young Boys  | BSC Young Boys  | Gerardo Seoane                                                                                                | Fabian Lustenberger | Nike      | OBI                        | 1., Meister                     |
| FC Zürich       | FC Zürich       | Ludovic Magnin                                                                                                | Yanick Brecher      | Nike      | AntePAY                    | 7.                              |

## Trainerwechsel
| Datum             | Verein          | Verein          | Tabellenplatz | Trainer                  | Grund                 | Nachfolger               | Quelle |
| ----------------- | --------------- | --------------- | ------------- | ------------------------ | --------------------- | ------------------------ | ------ |
| 1. Juli 2019      | Neuchâtel Xamax | Neuchâtel Xamax | Sommerpause   | Stéphane Henchoz         | Vertragsende          | Joël Magnin              | [ 10 ] |
| 1. Juli 2019      | FC Sion         | FC Sion         | Sommerpause   | Christian Zermatten      | Ende der Interimszeit | Stéphane Henchoz         | [ 11 ] |
| 29. Oktober 2019  | FC Lugano       | FC Lugano       | 9.            | Fabio Celestini          | Entlassung            | Maurizio Jacobacci       | [ 12 ] |
| 3. November 2019  | FC Sion         | FC Sion         | 5.            | Stéphane Henchoz         | Rücktritt             | Christian Zermatten      | [ 13 ] |
| 16. Dezember 2019 | FC Luzern       | FC Luzern       | 8.            | Thomas Häberli           | Entlassung            | Fabio Celestini          | [ 14 ] |
| 1. Januar 2020    | FC Sion         | FC Sion         | 7.            | Christian Zermatten      | Ende der Interimszeit | Ricardo Dionisio Pereira | [ 15 ] |
| 3. Juni 2020      | FC Sion         | FC Sion         | 8.            | Ricardo Dionisio Pereira | Entlassung            | Paolo Tramezzani         | [ 16 ] |
| 5. Juli 2020      | Neuchâtel Xamax | Neuchâtel Xamax | 10.           | Joël Magnin              | Entlassung            | Stéphane Henchoz         | [ 17 ] |

## Stadien und Zuschauer
Ab Wiederaufnahme des Spielbetriebs (24. Spielrunde) wurden zunächst 300 Personen bei Grossveranstaltungen zugelassen, ab dem 22. Juni 2020 wurde die Limite auf 1000 Personen angehoben (ab 25. Spielrunde). Aufgrund dessen sank die Gesamtzuschauerzahl der Super League gegenüber der Vorsaison von 2'029'176 auf 1'344'138 Stadionbesucher.
| Stadt                                | Einwohner | Verein          | Stadion               | Kapazität | Zuschauer | Schnitt | ± zu 2018/19 |
| ------------------------------------ | --------- | --------------- | --------------------- | --------- | --------- | ------- | ------------ |
| Basel                                | 171 5130  | FC Basel        | St. Jakob-Park        | 038 5120  | 272 116   | 15 118  | −37,68 %     |
| Bern                                 | 142 4790  | BSC Young Boys  | Stade de Suisse       | 031 1200  | 300 084   | 16 671  | −35,26 %     |
| Genf                                 | 200 5480  | Servette FC     | Stade de Genève       | 30 0840   | 85 028    | 4 724   | +09,17 %     |
| Lugano                               | 063 4940  | FC Lugano       | Stadio di Cornaredo   | 06 3300   | 43 804    | 2 434   | −31,59 %     |
| Luzern                               | 081 4010  | FC Luzern       | Swissporarena         | 017 0000  | 108 447   | 6 025   | −35,66 %     |
| Neuenburg NE                         | 033 5780  | Neuchâtel Xamax | Stade de la Maladière | 12 5000   | 71 720    | 3 984   | −33,61 %     |
| Sitten                               | 034 5990  | FC Sion         | Stade de Tourbillon   | 014 2830  | 102 800   | 5 711   | −37,28 %     |
| St. Gallen                           | 075 5220  | FC St. Gallen   | kybunpark             | 019 5680  | 173 267   | 9 626   | −24,16 %     |
| Thun                                 | 043 7430  | FC Thun         | Stockhorn Arena       | 010 0000  | 70 774    | 3 932   | −31,05 %     |
| Zürich                               | 409 2410  | FC Zürich       | Letzigrund            | 026 1040  | 116 098   | 6 450   | −39,50 %     |
| Quelle: Zuschauer 2019/20 sfl-org.ch |           |                 |                       |           |           |         |              |